# 유리 사과/SWEET MEMORIES
〈유리 사과/SWEET MEMORIES〉(일본어: ガラスの林檎/SWEET MEMORIES 가라스노링고/-[*])는 일본의 가수 마츠다 세이코의 14번째 싱글로, 최초의 버전은 1983년 8월 1일 발매되었다.(7" Vinyl: 07SH-1366) 〈바람은 가을빛/Eighteen〉 이후의 양 A면 싱글이며, 우선 〈유리 사과〉의 작사는 마츠모토 타카시, 작곡은 호소노 하루오미, 편곡은 호소노와 오무라 마사아키(大村雅朗)가 맡았다. 〈SWEET MEMORIES〉의 작사 또한 마츠모토가 맡았으며, 작곡과 편곡은 오무라가 담당했다.
애초에 이 작품은 〈유리 사과〉가 A면, 〈SWEET MEMORIES〉가 B면인 상태로 발매되었다. 〈SWEET MEMORIES〉는 당시 산토리의 캔맥주 광고의 삽입곡으로 쓰였는데, 이 광고는 펭귄이 등장하는 애니메이션이었다. 이 애니메이션 광고 자체가 일단 인기가 있었으며, 광고가 전파를 처음 타던 때에는 이 곡을 부르는 가수의 이름같은 것이 등장하지 않았기 때문에 보는 사람들로 하여금 '가수가 누구인지?'에 대한 호기심을 불러 일으켰다.(인기에 힘입어 이 펭귄을 가지고 이후에 극장용 장편 애니메이션도 제작된다.) 후에 광고에 가수의 크레딧이 추가되었고, 이 영향인지 레코드 판매량이 다시 올라가기 시작하자, 동년 10월 20일에 새로운 재킷 사진이 부착된 양 A면 싱글로 다시 발매된다. 다만 제품번호는 이전 버전과 동일하다. 2010년 10월경의 산토리 캔커피 광고에 마츠다 본인이 등장하는데, 과거의 펭귄 애니메이션을 회상해보는 내용으로 구성되어있다. 〈SWEET MEMORIES〉는 처음에 B면인 상태로 출발했음에도 불구하고 아주 인기를 끈 노래로서, 마츠다 자신도 좋아하는 곡으로 꼽는 경우가 많다. 이 곡은 그녀의 노래 중에서도 유달리 다른 아티스트들의 커버가 많은 곡이기도 하다.
이 싱글은 두 번 오리콘 주간 차트 정상에 올랐다. 각각 1983년 8월 15일과 10월 31일자이며, 18주동안 10위권 이내에 들었다. 8월 월간 차트에서도 1위였다. 오리콘 조사에 따르면 총 판매량은 85만 장 이상인데, 이 수치는 마츠다의 작품 중에서 두 번째로 높은 것이다.(가장 많은 판매량을 기록한 작품은 1996년에 발표한 〈당신을 만나고 싶어서 ~Missing You~/내일로 달려나가자〉의 110만 장이다.) 한편 〈유리 사과〉는 당대의 순위 프로그램인 도쿄방송의 《더 베스트텐》에서도 9월 1일과 8일, 2주에 걸쳐 1위를 차지하기도 했다.
다음과 같은 상을 수상받기도 했다. 우선 그해 연말에 있던 제25회 일본레코드대상에서 〈유리 사과〉가 금상을 수상하는 한편 〈SWEET MEMORIES〉 또한 편곡상을 받았다. 〈유리 사과〉로 두 곳에서 상을 더 받았는데, 제14회 일본가요대상에서 최우수 방송음악상을, TV 아사히가 주최하던 83년도의 전일본가요음악제에서도 골든 그랑프리를 거머쥐었다.
마츠다는 두 곡 모두를 홍백가합전에서 불렀다. 〈유리 사과〉는 1983년 있었던 제34회 NHK 홍백가합전에서 선보여졌고, 그로부터 16년뒤인 1999년의 제50회 NHK 홍백가합전에서 〈SWEET MEMORIES〉가 불렸다.

## 수록곡
| #            | 제목                             | 작사            | 작곡            | 편곡                              | 재생 시간 |
| ------------ | -------------------------------- | --------------- | --------------- | --------------------------------- | --------- |
| 1.           | 〈〈유리 사과〉〉 (ガラスの林檎) | 마츠모토 타카시 | 호소노 하루오미 | 호소노 하루오미 / 오무라 마사아키 | 3:57      |
| 2.           | 〈〈SWEET MEMORIES〉〉           | 마츠모토 타카시 | 오무라 마사아키 | 오무라 마사아키                   | 4:35      |
| 총 재생 시간 | 총 재생 시간                     | 총 재생 시간    | 총 재생 시간    | 총 재생 시간                      | 8:32      |